# Vivienne Chandler
Vivienne Chandler (* 6. November 1947 in Abingdon, England; † 6. Juni 2013 in London) war eine britische Schauspielerin und Fotografin.

## Leben
Chandler trat erstmals im Fernsehen für ITV Playhouse in Erscheinung und spielte zu Beginn der 1970er Jahre kleinere Rollen in einigen Kinofilmen wie Uhrwerk Orange oder Todesmelodie. Auch in den 1980er Jahren war sie in etlichen Rollen, auch für Musikvideos, zu sehen. 1997 trat sie letztmals vor die Kameras.
Ein zweites, immer bedeutenderes berufliches Standbein verschaffte ihr die Arbeit als Fotografin, wobei sie in verschiedenen europäischen Ländern arbeitete. Auch unter den Pseudonymen Holly Bush und Holly Bund fotografierte sie bevorzugt Kinder; einige Ausstellungen zeigten ihr Werk. Nach längerer Krankheit lebte sie im neuen Jahrtausend in Paris, wo sie weiter arbeitete.

## Filmografie (Auswahl)
- 1971: Nur Vampire küssen blutig (Lust for a Vampire)
- 1971: Todesmelodie (Giù la testa)
- 1971: Uhrwerk Orange (A Clockwork Orange)
- 1985: Das Geheimnis des verborgenen Tempels (Young Sherlock Holmes)
- 1997: Babies